# Issiaka Ouédraogo
Issiaka Ouédraogo (* 19. srpna 1988, Ouagadougou, Burkina Faso) je fotbalový útočník z Burkiny Faso, který v současné době hraje v rakouském klubu Admira Wacker Mödling. Je také reprezentantem Burkiny Faso.

## Klubová kariéra
V roce 2008 přestoupil z burkinafaského klubu USFA Ouagadougou do Evropy do rakouského týmu FC Red Bull Salzburg, kde hrál za rezervu. Sezonu 2010/11 strávil v SV Grödig a v létě 2011 posílil Admiru Wacker Mödling.

## Reprezentační kariéra
V seniorské reprezentaci Burkiny Faso debutoval v roce 2010.
Zúčastnil se Afrického poháru národů 2012 v Gabonu a Rovníkové Guineji, kde burkinafaský národní tým skončil v základní skupině B na posledním čtvrtém místě bez zisku bodu. Zúčastnil se i Afrického poháru národů 2015 v Rovníkové Guineji.